# Jardín junto al mar
Jardín junto al mar (título original en catalán: Jardí vora el mar) es una novela escrita por la novelista Mercè Rodoreda. Fue publicada en 1967, después de seis años de escritura, iniciada en Ginebra en septiembre de 1959, y terminada en la misma población el diciembre de 1966.

## Análisis de la obra
En esta obra, Mercè Rodoreda emplea un modo narrativo que dista de su estilo en relación con los relatos precedentes: a diferencia de La plaza del Diamante o La calle de las Camèlies, la vigente narración se ve protagonizada por un personaje masculino (un jardinero, de desconocida identificación) el cual, a la manera de un testigo, planteará los acontecimientos relativos al entorno de la casa dónde se encuentra trabajando. En cierta forma, mencionada característica, le confiere al escrito una calidad a destacar; la trabajada confluencia de los problemas diferentes basándose en la exposición de un sujeto ajeno a estos. No obstante, la inconfundible voz narrativa de Rodoreda acontece irrefutable también en ésta novela. A lo largo de la obra, numerosas alusiones al mundo de la botánica harán acto de presencia, dada el vasto conocimiento que la escritora poseía en cuánto al dicho asunto. De hecho, la propia Rodoreda explicitó la aludida característica sacada de la novela, apuntando:

Vinculada a les flors, sense flors durant anys, vaig sentir la necessitat de parlar de flors i que el meu protagonista fos un jardiner. "Un jardiner és una persona diferent de les altres i això ens ve de tractar amb les flors".

Ciertamente, Jardín junto al mar implica una inflexión positiva en la carrera de la escritora; su tarea consistió en impulsarla a volver en el mundo de la literatura, pasados numerosos años a lo largo de los cuales la novelista no publicaría ningún relato extenso. No obstante, el presente relato fue precedido por dos novelas capitales (ambas iniciadas con posterioridad relativamente a ésta): La plaza del Diamante (1962, considerada cómo su más notable cumbre novelística) y La calle de las Camèlies (1966). Así lo aclaraba la misma Rodoreda, confesando:

Jardí vora el mar, la darrera publicada de les meves novel·les, cronològicament la primera que vaig escriure després del gran marasme, per a mi és important perquè obre el camí a les altres. Desig de superació, plaer d'escriure, deixar-me creure que encara en sabia una mica, que podia anar més lluny, que els meus anhels d'adolescent no havien mort.

Jardín junto al mar es un relato en el que abunda la simbología (característica bastante común en las obras de Mercè), narrado con etérea subtilidad.